# Canon à ions
Un canon à ions ou canon ionique est un dispositif permettant la propulsion d'ions dans une direction prédéfinie.

## Principe
Leur principe de fonctionnement est comparable à celui des propulseurs ioniques utilisés dans l'aérospatiale. Un plasma (gaz ionisé) est créé au sein de l'engin et les ions qui le composent sont ensuite extraits et propulsés dans une direction par un champ électrique. Le flux de particules entraine une érosion et un échauffement des matériaux qui y sont exposés.

## Utilisation
Ils sont principalement utilisés dans le secteur de la recherche, par exemple pour l'analyse de surface. L'utilisation de canons à ions en tant qu'armes a souvent été envisagée, notamment depuis les travaux de Nikola Tesla et son "rayon de la mort". Aujourd'hui, toutefois, la consommation électrique, la taille et la complexité d'engins capables de réaliser des dégâts comparables à l'armement classique moderne empêchent d'en faire une alternative intéressante.
Malgré cela, le canon à ions s'est trouvé une place dans la science-fiction, aussi bien au cinéma et à la télévision que dans les jeux vidéo.

## Culture populaire

### Cinéma
- Dans l'univers de Star Wars, les armes à ions sont très communes, allant du simple pistolet au canon de vaisseau. Ils sont principalement utilisés pour désactiver les systèmes électroniques.

### Télévision
- Dans la série télévisée Stargate SG-1, le canon à ions est une défense antiaérienne très efficace conçue par les Tollans. Cette arme peut aisément détruire des planeurs de la  mort ou même détruire d'un seul tir un vaisseau amiral Goa'uld en orbite autour d'une planète.

### Jeux vidéo
- Dans la série de jeux vidéo Command and Conquer, le GDI (Groupement de Défense International ou Global Defense Initiative en anglais) possède dès la première Guerre du Tibérium dans son arsenal un puissant canon à ions orbital. Il ressemble à un satellite classique, et ses frappes s'apparentent plus à une frappe chirurgicale qu'à des destructions massives (quelques bâtiments au maximum). De 2030 à 2047, le modèle sera amélioré, avec une superstructure et de nouveaux chargeurs. Cette nouvelle génération, organisée dans un réseau mondial, possède une puissance de feu bien plus élevée (elle peut désormais raser une base entière), peut participer à sa propre défense dans le réseau A-SAT, et même annihiler une menace venant de l'espace. Plus tard, aux alentours de 2090, le principe sera légèrement modifié de sorte que les ions produits perturbent le fonctionnement des circuits électroniques, permettant que la frappe immobilise les survivants du tir comme un simple tir IEM.
- Dans l'univers futuriste de Warhammer 40,000, la race des Tau dispose de canons à ions qui peuvent être placés sur leurs tanks Hammerhead. Dans le jeu Battlefleet Gothic qui se déroule dans le même univers, les Tau disposent de versions plus imposantes pour leur flotte de vaisseaux.
- Dans la série de jeux vidéo Homeworld, le canon ionique est une arme redoutable capable de percer les blindages les plus épais des vaisseaux de classe Super Lourd. Le rayon de plasma peut parcourir des vitesses subluminiques et faire fondre les alliages au contact, provoquant des dépressurisations dans les coques. Néanmoins la consommation d'énergie ainsi que la taille gigantesque du canon (plus de 100 mètres de long) nécessite l'utilisation de vaisseaux de classe Frégate ou Destroyer pour sa mise en place. À l'instar du GAU-8 Avenger pour le A-10 Thunderbolt, nombre de vaisseaux de classe frégate sont assemblés dans le seul but d’accueillir et de fournir l'énergie nécessaire à l'usage du canon ionique, comme les frégates à canon ionique Hiigaran, Vaygr et Taïdanii, ou les frégates à écran ionique Turaniennes.
- Dans le jeu en ligne Ogame, le canon à ions ou artillerie à ions est la défense la plus robuste. Malgré un coût élevé, il a l'avantage d'encaisser d'énormes dégâts avant d'être détruit.
- Dans le jeu vidéo Tekken 3, on peut voir le Dr. Abel utiliser un canon à ions positionné en orbite contre le robot Jack, la création de son rival le Dr. Boskonovitch.
- On retrouve d'autres références au canon à ions dans Unreal Tournament 2004, G-Nome, la série StarCraft, Starlancer, Homeworld et Master of Orion 2.
- Dans le jeu vidéo Resident Evil: The Darkside Chronicles, le canon à ions est l'arme la plus puissante du jeu. C'est aussi la seule qui a des munitions illimitées mais il faut la recharger après chaque tir.